# Tobias Diakow
Tobias Diakow (* 28. Februar 1990 in Frankfurt am Main) ist ein deutscher Schauspieler, Verleger, Synchron- und Hörspielsprecher.

## Karriere
Tobias Diakow absolvierte von 2007 bis 2011 seine Schauspielausbildung an der Arturo Schauspielschule in Köln. Dort wirkte er auch in verschiedenen Theaterproduktionen mit, unter anderem als Sebastiano in Was ihr wollt.
Als TV-Schauspieler war er 2011 im Tatort-Krimi Zwischen den Ohren in der Rolle des Mischa Petri zu sehen. Er spielte den Bruder der jungen intersexuellen Nachwuchstennisspielerin Nadine Petri. In der ZDF-Serie Notruf Hafenkante spielte er 2012 in der Folge Leben daneben (Folge 156) den autistischen Jungen Leander Karberg. Ab August 2013 war Diakow in der ZDF-Krimireihe Mordshunger – Verbrechen und andere Delikatessen in der durchgehenden Nebenrolle des Oliver Lappe zu sehen.
Neben seiner Tätigkeit als Schauspieler ist er als Synchronsprecher tätig, zum Beispiel als deutsche Stimme von Josh O’Connor als Prince Charles in The Crown und von Dacre Montgomery als Billy in der zweiten und dritten Staffel der Serie Stranger Things. In der kanadischen Science-Fiction-Serie Orphan Black synchronisiert er Jordan Gavaris in der Rolle des Felix. In der deutschen Fassung des bei den 66. Filmfestspielen in Venedig mit dem Goldenen Löwen ausgezeichneten Films Lebanon synchronisierte er Michael Moshonov als Yigal. 
Er lieh Darstellern wie Lee Ingleby, Devon Bostick und Aziz Ansari seine Stimme. Diakow ist außerdem die deutsche Synchronstimme von Harry Styles in Don’t Worry Darling, My Policeman und Eternals. Nachdem Niki Nowotny 2016 seinen Vertrag für die Hörspielreihe TKKG nicht verlängert hatte, übernahm Diakow ab Folge 195 dessen Rolle als Karl Vierstein.
Zusammen mit seiner Ex-Ehefrau Sabrina Heuer-Diakow ist er Gründer und Leiter des Froschtatze Verlags, der auf CDs und Bücher für Kinder und Jugendliche spezialisiert ist.

## Filmografie
- 2011: 46/47 (Kurzfilm)
- 2011: Tatort – Zwischen den Ohren
- 2012: Notruf Hafenkante – Leben daneben
- 2013: Mordshunger – Verbrechen und andere Delikatessen (Fernsehserie, vier Folgen)
- 2013: Danni Lowinski
- 2014: In aller Freundschaft (Folge 653)
- 2015: Mordshunger – Verbrechen und andere Delikatessen: Wilder Westen (Fernsehfilm zur Serie)
- 2015: SOKO Köln – Partitur eines Todes
- 2016: SOKO München – In the Ghetto
- 2019: Mordshunger – Verbrechen und andere Delikatessen: Wie ein Ei dem anderen (Fernsehfilm zur Serie)

## Synchronrollen (Auswahl)

### Filme
- 2009: Lee Ingleby in Doghouse als Matt
- 2009: Kevin Covais als Greg in (K)ein bisschen schwanger
- 2009: You-Nam Wong als Yuan in Ip Man
- 2010: Michael Moshonov als Yigal in Lebanon
- 2010: Summer Wars als Kenji Koiso
- 2010: Devon Bostick als Junge in Survival of the Dead
- 2010: Felix Mosse als Peter in Lost Boys: The Thirst
- 2013: Jesse Rath als Sachin in Blue Moon – Als Werwolf geboren
- 2016: Anton Yelchin als Brian Bloom in Von 5 bis 7 – Eine etwas andere Liebesgeschichte
- 2017: Gijs Blom als Raymond in Silk Road – Könige des Darknets
- 2020: Charlie Heaton als Sam Guthrie / Cannonball in The New Mutants
- 2021: Jeff Rowe als Dude Slurpee in Die Mitchells gegen die Maschinen
- 2022: Harry Styles als junger Tom in Der Liebhaber meines Mannes
- 2022: Harry Styles als Jack Chambers in Don’t Worry Darling
- 2022: Dacre Montgomery als Steve Binder in Elvis
- 2022: Micha Lescot als Hoteldirektor in Der große Zauber
- 2022: Karl Linnertorp als Jimmy in Das letzte Opfer
- 2022: Keiynan Lonsdale als Andrew in My Fake Boyfriend
- 2022: Antoni Królikowski als Kajetan in Operation: Nation
- 2022: Jamie Flatters als Tedros in The School for Good and Evil
- 2022: Erik Athavale als Dax in Sniper: Rogue Mission
- 2022: Pearce Joza als Wyatt in Zombies 3
- 2023: Isaac Powell als Clay in Cat Person
- 2023: Jan Cieciara als Leon / Wkurzony Kopciuszek in Fanfic
- 2023: Ken Yamamura als Minoru Arakawa in Tetris

### Serien
- 2011: Toshiyuki Morikawa als Tyki Mikk in D.Gray-man
- 2012: Jun Fukuyama als Yukio Okumura in Blue Exorcist
- 2013–2016: Chai Romruen als Zac Blakely in Mako – Einfach Meerjungfrau
- 2013–2020: Steven Kynman als Paxton in Thomas & seine Freunde
- 2014: Jordan Gavaris als Felix Dawkins in Orphan Black
- 2014: Lanfeust als Lanfeust
- 2015: Yūki Kaji als Yukine in Noragami
- 2016–2018: Jacob Scipio als Leo in Bob der Baumeister
- seit 2016: Bobby Tisdale als Zeke in Bob’s Burgers
- seit 2016: Aziz Ansari als Daryl in Bob’s Burgers
- 2016: Mikkel Boe Følsgaard als Emil in Die Erbschaft
- 2017–2019: Dacre Montgomery als Billy in Stranger Things
- 2017–2018: Thomas Jansen als Daniel Hunter in Das Geheimnis der Hunters
- 2017–2021: Dan Jeannotte als Ryan Decker in The Bold Type – Der Weg nach oben
- 2019–2020: Josh O’Connor als Prinz Charles (ab Staffel 3) in The Crown
- 2020: Troy Iwata als Langston in Dash & Lily
- 2020–2022: Stargirl (Fernsehserie)
- 2020–2022: Ryan Potter als Kenji Kon in Jurassic World: Neue Abenteuer
- 2021–2022: Danny Griffin als Sky in Fate: The Winx Saga
- seit 2021: Steven Yeun als Mark Grayson/ Invincible in Invincible
- seit 2022: Daiki Yamashita als Naoto Hachiōji in Neck mich nicht, Nagatoro-san (Anime)
- seit 2022: Dan Jeannotte als Lt. Samuel Kirk in Star Trek: Strange New Worlds
- 2022: Freddie Stroma als Vigilante in Peacemaker
- 2023: Drake Rodger als John Winchester in The Winchesters
- 2023: Adam Devine als Tanner Fall in Captain Fall
- 2023: Dylan T Jackson als Delirium 'DT' Tremens in Fire in the Sky
- 2023: Daiki Yamashita als Senta Yamada Asaemon in Hell’s Paradise
- 2023: Aron Hegarty als Davey in Then You Run
- 2024: Itsuomi Nagi in A Sign of Affection

### Videospiele
- 2010: Megamind als Minion
- 2010: Superhero Squad: The Infinity Gauntlet
- 2012: Company of Heroes
- 2011: Kung Fu Panda 2 als Po
- 2011: Battlefield 3
- 2012: The Witcher 2 als Eley’as
- 2013: The Night of the Rabbit als Rucksackmaus, Roter Igel, Krämer-Echse
- 2014: Far Cry 4
- 2014: Assassin’s Creed Unity
- 2015: League of Legends als Ekko
- 2015: Fallout 4 als Bruder Simon
- 2015: Assassin’s Creed Syndicate als Enzio Capelli
- 2016: Eagle Flight als Erzähler
- 2016: Watch Dogs 2 als Wrench
- 2017: Horizon Zero Dawn als Tom Paech
- 2020: Assassin’s Creed Valhalla als König Oswald
- 2023: Immortals of Aveum als Jak

## Hörspiele
- 2009–2010: Team Undercover (Folge 1–4) als Nick Pältzer
- 2009: Experiment Zero als Probant 77
- 2010: Der Fluch (Folge 1) als Mr. Smith
- 2011: Die drei !!! (Folge 14) als Dirk
- 2011–2013, 2016: Die drei !!! (Folge 16, 22–23, 46) als Adrian
- 2013: Die Teufelskicker! (Folge 47) als Hendrik
- 2016: Die drei ??? (Folge 181) als Quinn
- 2016: Die drei ??? (Folge 182) als Hay
- seit 2016: TKKG (ab Folge 198) als Karl Vierstein
- 2016: TKKG (Folge 197) als Nico König
- seit 2016: Die Punkies als Kyle
- seit 2021: Tabaluga als Bully
- 2023: Sherlock Holmes Legends 1 – Das Musgrave-Ritual

## Hörbücher (Auswahl)
- 2020: Tracey West: Die Suche nach dem Blitzdrachen, audiolino OHG, ISBN 978-3-86737-342-5
- 2022: Tracey West: Die Festung des Steindrachen, audiolino OHG & Audible